# جوناتان بولينغي
جوناثان بولينجي (بالفرنسية: Jonathan Bolingi Mpangi)‏ (مواليد 30 يونيو 1994) هو هو لاعب كرة قدم محترف من جمهورية الكونغو الديمقراطية، يلعب كمهاجم لنادي ستاندارد لييج معارًا من تي بي مازيمبي.

## الألقاب
تي بي مازيمبي
بطل
- الدوري الوطني الكونغولي: 2013–14، 2015-16
- دوري أبطال أفريقيا: 2015
- كأس السوبر الأفريقي: 2016
- كأس الاتحاد الكونفدرالي الأفريقي: 2016

وصيف
- الدوري الوطني الكونغولي: 2014–15

### المنتخب
جمهورية الكونغو الديمقراطية
بطل
- بطولة أمم أفريقيا للمحليين: 2016

## روابط خارجية
- جوناتان بولينغي على موقع الاتحاد الدولي (مؤرشف)  (الإنجليزية)
- جوناتان بولينغي على موقع الاتحاد الأوربي (الإنجليزية)
- جوناتان بولينغي على موقع اتحاد تركيا (لاعب) (الإنجليزية)
- جوناتان بولينغي على موقع قاعدة بيانات كرة القدم.إي يو (الإنجليزية)
- جوناتان بولينغي على موقع ليكيب (الفرنسية)
- جوناتان بولينغي على موقع ناشيونال فوتبول تيمز (الإنجليزية)
- جوناتان بولينغي على موقع Soccerbase.com (لاعب) (الإنجليزية)
- جوناتان بولينغي على موقع Soccerway.com (الإنجليزية)
- جوناتان بولينغي على موقع عالم كرة القدم.نت (الإنجليزية)
- جوناتان بولينغي على موقع AS.com (الإسبانية)